# Graeme Harper
Pour les articles homonymes, voir Harper.
Graeme Harper, né à St Albans (Hertfordshire, Grande-Bretagne) le 11 mars 1945, est un réalisateur britannique de télévision. Il est principalement connu pour son travail sur la série de science-fiction Doctor Who, dont il est la seule personne à avoir réalisé des épisodes des deux séries, l'originale (1963-1989) et la reprise (à partir de 2005).

## Biographie

### Débuts
Né à Londres, ses parents l'envoient assez jeune dans une école de théâtre, l'Italia Conti Academy, car sa mère a peur qu'il finisse par prendre le parlé Cockney. Ce qui le conduira à être pris dans le rôle de Maitre Bardell dans une adaptation du roman de Charles Dickens Les Papiers posthumes du Pickwick Club pour une télévision indépendante, l'"Associated-Rediffusion" en partie à cause de ses cheveux roux.
Cela le mène à travailler à la télévision en tant qu'enfant acteur dans les années 1950, notamment à la BBC où il est dirigé par le réalisateur Shaun Shutton. De seize à vingt et un ans, Graeme Harper travaille au théâtre en tant qu'acteur puis en tant que metteur en scène. Après quelques rôles à la télévision, il se rend compte qu'il préfère être derrière la scène. L'une de ses ambitions à l'époque est de faire des Western.
Ne réussissant pas à travailler à la télévision, il devient moniteur d'auto-école. Une de ses élèves se trouve être la secrétaire personnelle du réalisateur Stanley Kubrick. Elle lui arrange une visite sur les plateaux du film 2001, l'Odyssée de l'espace (2001, l'Odyssée de l'espace), où il rencontre brièvement ce dernier. 

### BBC
Harper décide alors de recontacter Shaun Sutton qui est alors passé à la tête du département de la fiction à la BBC. Celui-ci l'engage pour devenir assistant de plateau au BBC Television Centre de Londres en septembre 1966. Cela le forme au métier, et il travaille sur de nombreuses productions comme l'épisode « The Power of the Daleks » de Doctor Who mais aussi pour des programmes comme Play of the Month ou sur l'adaptation télévisée de La Dynastie des Forsyte.
Il gravit les échelons jusqu'à devenir assistant de production en 1975. Dans ce rôle, il travaille aussi pour deux autres épisodes de Doctor Who, « The Seeds of Doom » sous la direction de Douglas Camfield et « Warriors' Gate » sous la direction de Paul Joyce. C'est au cours de cet épisode qu'il prend des responsabilités pour aider Joyce à finir l'épisode dans les temps, ce qui lui vaudra d'être promu réalisateur en 1982.
Il effectue ses premières réalisations pour la série médicale Angels. Devant se lancer en tant que "free-lance" afin d'intégrer la production de Doctor Who, Harper prend ce statut à l'automne 1983.

### Travail en free-lance
Arrivé sur Doctor Who, Graeme Harper réalise le dernier épisode dans lequel Peter Davison joue le rôle du Docteur, « The Caves of Androzani. » Sa réalisation, plus énergique, amène un coup de jeune dans la série et l'épisode sera très longtemps considéré comme le meilleur de la série. Peter Davison dira d'ailleurs qu'Harper "réalise de façon bien plus cinématographique que ce qui a été fait avant."
En 1985 il travaille une nouvelle fois dans la série sur l'épisode « Revelation of the Daleks » avec Colin Baker dans le rôle du Docteur. Il est envisagé qu'il revienne l'année prochaine, mais la série connait un hiatus et Harper s'engage ailleurs. En 1989, il est approché pour tourner l'épisode « Battlefield » mais il est obligé de décliner car trop occupé sur la série télévisée Boon sur ITV. Il est aussi approché pour réaliser l'épisode spécial pour les trente ans de la série, intitulé "The Dark Dimension", mais ce dernier est finalement abandonné.
Des années 1980 à 2000, Graeme Harper tournera des épisodes des séries  Juliet Bravo , Bergerac , Star Cops , The New Statesman , The House of Eliott , The Bill , The Detectives , Casualty , EastEnders  et Robin des Bois. En 1999, son travail sur l'adaptation du roman de David McRobbie See How They Run sera nommé par l'Australian Film Institute Award dans la section "Meilleure réalisation pour un épisode télévisé", et en 2001, il partage un  BAFTA Children's Award dans la catégorie "meilleur téléfilm" pour Custer's Last Stand Up. 
Ayant travaillé avec le producteur Russell T Davies sur les séries On the Waterfront et The House of Windsor, il est contacté par lui en 2003 lors de son projet de retour de la série Doctor Who. Celui-ci n'est pas disponible pour la première saison mais accepte de tourner les double-épisodes « Le Règne des Cybermen » et « L'Armée des ombres/Adieu Rose » vingt ans après avoir réalisé son dernier épisode pour la série. En avril 2007 il obtiendra le BAFTA Cymru de meilleur réalisateur pour ce dernier épisode.
Il continue à travailler pour Doctor Who, réalisant les épisodes « Brûle avec moi », « Utopia », « Time Crash », « Le Chant des Oods », « Agatha Christie mène l'enquête », « Le Choix de Donna », « La Terre volée », « La Fin du voyage » et « La Conquête de Mars. » Il travaille aussi pour la série spin-off de Doctor Who The Sarah Jane Adventures et réalise les épisodes « Whatever Happened to Sarah Jane? » , « The Temptation of Sarah Jane Smith » et « Enemy of the Bane ».
Pour ITV1, il filme en octobre 2010 l'un des épisodes du soap-opéra Coronation Street dans lequel un tram s'écrase avec de nombreux personnages de la série, diffusé en décembre pour les cinquante ans de cette dernière. En 2012, il filme quelques épisodes de la série House of Anubis pour la chaîne Nickelodeon. En 2014, il réalise un épisode de la série Hollyoaks.

## Filmographie partielle

### À la télévision
- 1982 à 1983 : Angels (9 épisodes)
- 1984 : Doctor Who :  « The Caves of Androzani »
- 1984 à 1985 :  Juliet Bravo (4 épisodes)
- 1985 à 1987 : Bergerac (2 épisodes)
- 1985 : Doctor Who : « Revelation of the Daleks »
- 1987 : Star Cops (mini-série, 4 épisodes)
- 1988 : On the Waterfront (3 épisodes)
- 1988 : Howards' Way (3 épisodes)
- 1989 à 1991 : Boon (5 épisodes)
- 1991 à 1992 : The New Statesman (12 épisodes)
- 1992 à 1994 : The House of Eliott (5 épisodes)
- 1993 à 2002 : The Bill (12 épisodes)
- 1994 : The House of Windsor (6 épisodes)
- 1995 à 1997 : The Detectives (10 épisodes)
- 1996 à 2015 : Casualty (15 épisodes)
- 1999 : See How They Run (mini-série, 6 épisodes)
- 2000 à 2002 : EastEnders (7 épisodes)
- 2001 : Custer's Last Stand Up (mini-série, 4 épisodes)
- 2005 à 2013 : Coronation Street (43 épisodes)
- 2006 à 2009 : Robin des Bois (5 épisodes)
- 2006 : Doctor Who : « Le Règne des Cybermen »
- 2006 : Doctor Who : « L'Armée des ombres/Adieu Rose »
- 2007 : Doctor Who : « Brûle avec moi »
- 2007 : Doctor Who : « Utopia »
- 2007 : Doctor Who : « Time Crash »
- 2007 : The Sarah Jane Adventures :  « Whatever Happened to Sarah Jane? »
- 2008 : Doctor Who : « Le Chant des Oods »
- 2008 : Doctor Who : « Agatha Christie mène l'enquête »
- 2008 : Doctor Who : « Le Choix de Donna »
- 2008 : Doctor Who : « La Terre volée »
- 2008 : Doctor Who :  « La Fin du voyage »
- 2008 : The Sarah Jane Adventures :  « The Temptation of Sarah Jane Smith »
- 2008 : The Sarah Jane Adventures :  « Enemy of the Bane »
- 2009 : Doctor Who :  « La Conquête de Mars »
- 2012 : House of Anubis (3 épisodes)
- 2014 : Hollyoaks (5 épisodes)

## Distinctions
- 2007 : BAFTA Cymru de meilleur réalisateur pour « Adieu Rose. »[7]